# Leptodactylus rhodostima
Leptodactylus rhodostima é uma espécie de anura  da família Leptodactylidae.
É endémica de Peru.